# Мухаммед Давлат
Мухаммед Давлат (Мухаммед Давлат узб. Muhammad Davlat; 1712 год, Хорасан, — 1785 года, Бухара, Бухарский эмират) — государственный деятель, кушбеги — премьер министр (1756—1785) Бухарского эмирата.

## Происхождение
Мухаммед Давлат по происхождению был из персов-рабов, родом из Хорасана, пленен туркменами и продан в Бухару.

## Политическая и военная деятельность
Мухаммед Давлат был слугой мангытского эмира Мухаммад Хаким-бия. После его смерти служил его сыну Мухаммед Рахим-бию и в 1756 году был назначен кушбеги Бухары.
Во время правления бухарского правителя Даниял-бия (1758—1785) он обрел большое влияние на государственные дела.
С приходом к власти эмира Шахмурада Мухаммед Давлат кушбеги был признан виновным в растрате государственной казны, учреждении непосильных налогов для бухарского населения, коррупции и казнён.